# Altair (lunární modul)
Altair je lunární přistávací modul vyvíjený v rámci Programu Constellation. Na rozdíl od svého předchůdce z Programu Apollo pojme do svých útrob celou čtyřčlennou posádku.
Prezidentův návrh rozpočtu Spojených států pro rok 2011 zveřejněný 1. února 2010 zahrnuje v kapitole věnované NASA zrušení celého programu Constellation, tedy i vývoje modulu Altair.

## Plánovaná mise
Odstartuje raketou Ares V, na nízké oběžné dráze se spojí s lodí Orion, která odstartuje raketou Ares I. Poté dojde k zážehu druhého stupně rakety Ares V, který zůstává připojený k Altairu. Na dráze k Měsíci se odpojí druhý stupeň a Altair s lodí Orion zamíří k Měsíci. Po navedení na dráhu okolo Měsíce se Altair se všemi kosmonauty na palubě odpojí a zážehem svých motorů začne sestupovat. Orion zůstane na orbitě Měsíce řízený autopilotem. Po přistání může zůstat na Měsíci až 7 dní. Po skončení práce na povrchu odletí horní část Altairu s kosmonauty na orbitu Měsíce, kde se spojí s Orionem. Po přestupu kosmonautů do Orionu se Altair odhodí a dopadne na povrch Měsíce.